# Clásica San Sebastián 1999
De 19de editie van de wielerwedstrijd Clásica San Sebastián werd gehouden op zaterdag 7 augustus 1999 in en rondom de Baskische stad San Sebastian, Spanje. De editie van 1999 ging over een afstand van 230 kilometer en was de zevende wedstrijd in de strijd om de Wereldbeker wielrennen. Titelverdediger Francesco Casagrande zegevierde opnieuw in deze Noord-Spaanse wielerklassieker. Aan de start stonden 194 renners, van wie er 148 de finish bereikten.

## Uitslag
| Clásica San Sebastián 1999 (230 kilometer) |                      |                       |          |
| Plaats                                     | Naam                 | Ploeg                 | Tijd     |
| Winnaar                                    | Francesco Casagrande | Vini Caldirola        | 5u15'29" |
| 2                                          | Rik Verbrugghe       | Lotto-Mobistar        | + 43"    |
| 3                                          | Giuliano Figueras    | Mapei-Quick Step      | z.t.     |
| 4                                          | Andrei Tchmil        | Lotto-Mobistar        | z.t.     |
| 5                                          | Salvatore Commesso   | Saeco-Cannondale      | z.t.     |
| 6                                          | Francisco Mancebo    | Banesto               | z.t.     |
| 7                                          | Erik Dekker          | Rabobank              | z.t.     |
| 8                                          | Maximilian Sciandri  | La Française des Jeux | z.t.     |
| 9                                          | Michael Boogerd      | Rabobank              | z.t.     |
| 10                                         | Massimiliano Mori    | Saeco-Cannondale      | z.t.     |

1981 · 1982 · 1983 · 1984 · 1985 · 1986 · 1987 · 1988 · 1989 · 1990 · 1991 · 1992 · 1993 · 1994 · 1995 · 1996 · 1997 · 1998 · 1999 · 2000 · 2001 · 2002 · 2003 · 2004 · 2005 · 2006 · 2007 · 2008 · 2009 · 2010 · 2011 · 2012 · 2013 · 2014 · 2015 · 2016 · 2017 · 2018 · 2019 · 2020 · 2021 · 2022 · 2023 · 2024